# Acropora lamarcki
Acropora lamarcki  es una especie de coral que pertenece a la familia Acroporidae, orden Scleractinia. Fue descrito por primera vez por Veron en 2000. La UICN clasifica a la especie como datos deficientes. Se encuentra en el océano índico.

## Bibiliografía
- Roskov Y., Kunze T., Orrell T., Abucay L., Paglinawan L., Culham A., Bailly N., Kirk P., Bourgoin T., Baillargeon G., Decock W., De Wever A., Didžiulis V. (ed) (2019). «Species 2000 & ITIS Catalogue of Life: 2019 Annual Checklist.». Species 2000: Naturalis, Leiden, the Netherlands. ISSN 2405-884X. TaxonID: 54242070. Archivado desde el original el 18 de diciembre de 2019. Consultado el 11 de noviembre de 2019.
- Cairns, S.D.; Hoeksema, B.W. & van der Land, J. (2007) as a contribution to UNESCO-IOC Register of Marine Organisms
- Hoeksema B.W. & Cairns S. (2019). WoRMS Scleractinia: World List of Scleractinia (versión 2019-03-05). In: Species 2000 & ITIS Catalogue of Life, 2019 Annual Checklist (Roskov Y., Ower G., Orrell T., Nicolson D., Bailly N., Kirk P.M., Bourgoin T., DeWalt R.E., Decock W., Nieukerken E. van, Zarucchi J., Penev L., eds.). Digital resource at www.catalogueoflife.org/annual-checklist/2019. Species 2000: Naturalis, Leiden, the Netherlands. ISSN 2405-884X.

- Datos: Q3952566
- Multimedia: Acropora lamarcki / Q3952566